# Фрамбуаз
Фрамбуаз (от фр. framboises — малина) — общее название европейских сортов малины с ягодами красного или оранжевого оттенков, а также название разных алкогольных напитков, производимых преимущественно во Франции.

## Алкогольная продукция

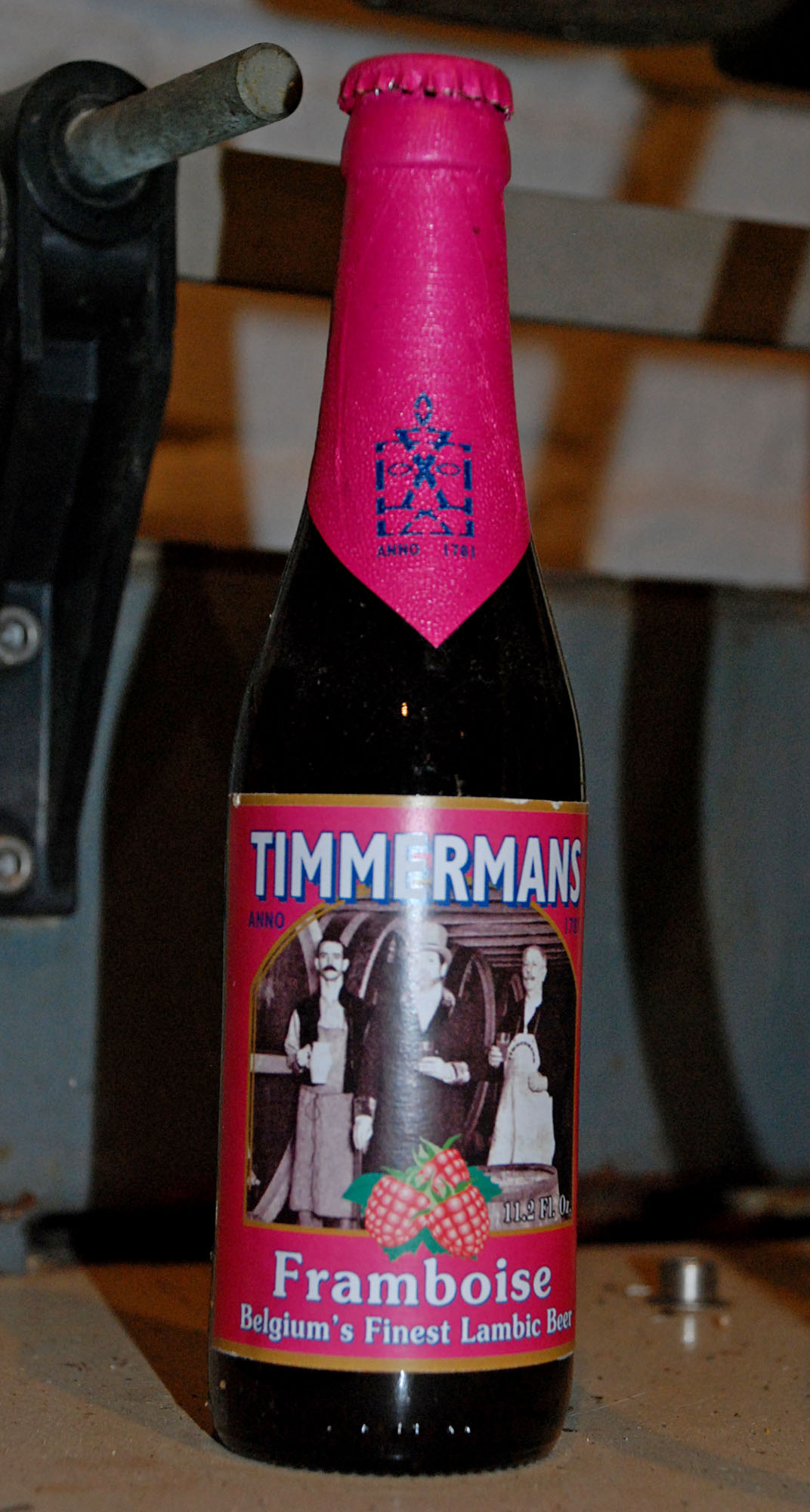
Стеклянная бутылка с малиновым ламбиком

- бельгийская пивоварня «Timmermans» производит фруктовое пиво ламбик с ароматом малины.
- Производимая во Франции водка из малины.[2]
- Десертное вино Eola Holls Raspberry Framboise. Винодел Керри Нортон описывает процесс изготовления вина следующим образом: сначала зрелые плоды малины измельчаются и их оставляют бродить. Во время процесса ферментации добавляют спирт, чтобы остановить ферментацию, подобно изготовлению портвейна. Результатом этого является вино, которое по сути является экстрактом малины. У него вкус и запах подобно ягодам, но с богатым теплом портвейна.[3]
- Сладкий крем-ликёр, получаемый из ягод малины, и имеющий высокое содержание алкоголя (до 18 %).[4]

Также это название можно встретить на этикетках малинового «о-де-ви» («eau-de-vie») и ликёра «Крем де фрамбуаз» («Creme de Framboises»). 
Перед употреблением вино выдерживают в керамике или в стекле. При производстве вина выход спирта составляет 1 л из 8 кг ягод. Вино подаётся и употребляется как в чистом виде (при 6-8 °C), так и в коктейлях. После розлива в бутылки вино рекомендуется к употреблению в течение двух лет.
Выпускается и малиновое бренди Фрамбуаз Резерв (Frambuase Reserve). Его производят в провинции Эльзас путём дистилляции браги на основе малинового сока.